# Arthrocnodax mali
Arthrocnodax mali är en tvåvingeart som beskrevs av Jean-Jacques Kieffer 1926. Arthrocnodax mali ingår i släktet Arthrocnodax och familjen gallmyggor.
Artens utbredningsområde är Tyskland. Inga underarter finns listade i Catalogue of Life.